# 仓北村站
仓北村站是杭州地铁8号线的一个站点，位于中华人民共和国浙江省杭州市钱塘区义蓬街道河景路与青蓬路交叉口。2021年6月28日随8号线开通。
附近有建设中的浙医一院钱塘院区。

## 结构
车站为地下二层岛式站台，沿河景路东西向布置。车站有效站台宽度12.6米，总建筑面积13442平方米，设有5个出入口。

### 楼层分布
| 1层  | 地面               | 出入口                                     |  |  |
| -1层 | 站厅               | 自动售票机、客服中心、安检通道、车站控制室 |  |  |
| -2层 |                    | █ 8号线 往文海南路（青六中路）             |  |  |
|      | 岛式站台，左侧开门 |                                            |  |  |
|      |                    | █ 8号线 往新湾路（冯娄村）                 |  |  |